# Bibliothèque San Giorgio

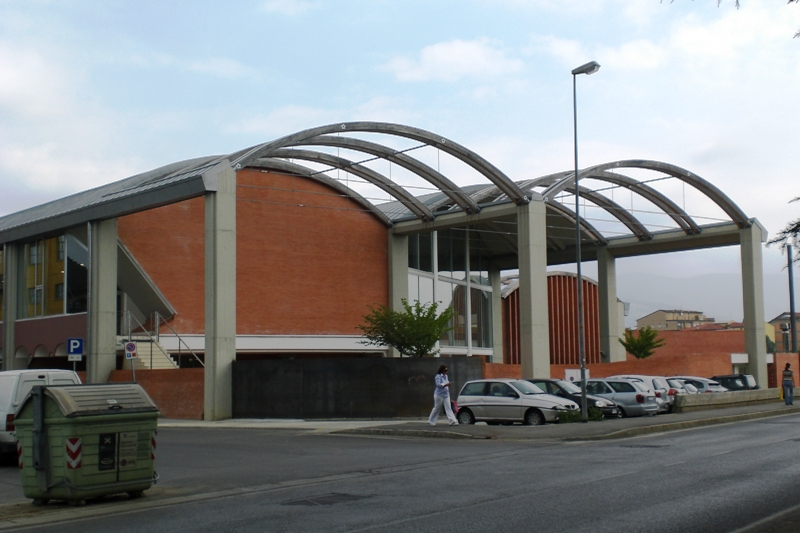
Pistoia, bibliothèque publique et Bibliotheque San Giorgio

La bibliothèque San Giorgio est la bibliothèque municipale de la ville de Pistoia, dans la province du même nom en Italie. Elle a été inaugurée le 23 avril 2007 en présence du prix Nobel Dario Fo. Avec un fonds de 160 000 ouvrages pour une superficie de 5 000 m2, c'est une des plus grandes bibliothèques publiques de la Toscane.